# Cantón de Abangares
Abangares es el séptimo cantón de la provincia de Guanacaste, en Costa Rica, siendo el más cercano de dicha provincia a la capital nacional San José.
Su cabecera es la ciudad de Las Juntas, situada al pie de la Cordillera de Tilarán .

## Toponimia
El nombre Abangares deriva del rey indígena chorotega Avancari, que gobernaba el lugar cuando fue visitado por el conquistador Gil González Dávila, en 1523. El significado de la palabra Avancari supone dos versiones: la primera que se deriva del nahuatl «apanatl», caña o estero y «cale», dueño de casa. Abangares es entonces una voz indígena que significa «dueños de casas que tienen esteros». La segunda versión es que la palabra proviene del lenguaje tarasco «avandaro» que significa «en las nubes».

## Historia
En la época precolombina el territorio que actualmente corresponde al cantón de Abangares, estuvo habitado por indígenas del llamado grupo de los corobicíes, cuya cultura pertenecía al Área Intermedia. Este grupo fue desplazado a partir de 800 d. C. con el arribo de los chorotegas, de cultura mesoamericana. A inicios de la Conquista, el territorio fue dominio del cacique chorotega Avancari.
Don Gil González Dávila en 1522, llegó al asiento de este cacique, ubicado en donde hoy se encuentra Abangaritos. En 1554 los indios de los caciques Avancari y Chomes se presentaron ante el corregidor de Nicoya don Pedro Ordóñez, con muestras de paz y obediencia al rey de España.
En 1885 don Juan Vicente Acosta Cháves oriundo de San Ramón, tomó posesión de la mina de oro que había descubierto el año anterior, la cual denominó Tres Hermanos, e inició sus operaciones en 1887. Dos años después fue adquirida por una empresa inglesa. Al instalarse el primer campamento a raíz de la explotación minera con mayor intensidad, los señores Cirilo Smith, Roberto Crespi y Juan Vicente Calderón, en 1889 bautizaron el sitio donde se juntan el río Abangares con la quebrada Piedras, con el nombre de Las Juntas, por la confluencia de estas aguas. La segunda mina fue descubierta en 1890, por don José Vargas Montero que la denominó La Ermita. Entre 1889 y 1940 la actividad económica más importante en la región fue la minera, concentrándose el fuerte de la misma entre los años 1900 y 1930. La influencia de extranjeros se hizo sentir profundamente en el hoy cantón de Abangares, desde su inicio, como consecuencia del descubrimiento de las minas de oro en la zona. Las condiciones de trabajo impuestas en la explotación minera fueron muy duras, originando una alta mortalidad, por enfermedades y situaciones de seguridad inadecuada, que en 1912 provocaron la primera huelga obrera en el país.
Como antecedente está el motín en que participaron los mineros. Se dice que la compañía minera había contratado como capataces y guardas a varios jamaiquinos para evitar que los mineros se dejaran pepitas de oro. Esto provocó malestar a los mineros al ser revisados y por el mal trato que recibían de los negros jamaiquinos; se tiene por cierto que un día del año 1911, el minero Juan Sibaja no se dejó y luego de una acalorada discusión, el negro lo mató de tres disparos en el pecho. De la mina salieron varios mineros entre ellos su hermano Gonzalo Sibaja, y ante la huida del guarda jamaiquino se dispusieron y matar a todos los negros que se hallaban en el lugar, con machetes, palos y escopetas. A la cabeza estuvo la mujer "Mercedes Panza", una vez que acabaron con los negros que había en el lugar, debieron entregarse a las autoridades y fueron recluidos en el penal de San Lucas, se dice que usaban candelas de dinamita para exterminarlos, testigos citan a unos 14 negros muertos quienes fueron enterrados en la Sierra donde se conoce como el cementerio de los negros.
En el gobierno de don Alfredo González Flores en la ley #13 del 4 de junio de 1915, se decreta la creación del cantón de Abangares, procedente del cantón de Cañas y constituyéndose en el número siete de la provincia de Guanacaste, se establecieron cuatro distritos y se decretó a Las Juntas como Villa y cabecera de cantón. El 6 de junio de 1921 en la ley 39 se le confiere el título de Ciudad al distrito de Las Juntas. El primero de enero de 1916 se llevó a cabo la instalación y primera sesión del gobierno local.
En 1910 se estableció la primera escuela, hoy conocida como escuela Delia Oviedo de Acuña, El Colegio Técnico Profesional Agropecuario de Abangares, inició sus actividades docentes en 1961, durante la administración de don Mario Echandi Jiménez. En el arzobispado de Monseñor don Víctor Manuel Sanabria Martínez, segundo arzobispo de Costa Rica, en el año de 1949, se erigió la Parroquia, dedicada a San Jorge Mártir, la cual actualmente es sufragánea de la Diócesis de Tilarán de la Provincia Eclesiástica de Costa Rica.
El cantón de Abangares cuenta con varios servicios en oficinas públicas y comercio. Se localiza en la reliquia de interés histórico el sitio conocido como La Sierra donde esta el Ecomuseo de las minas de Abangares. Así como próximo al litoral del Golfo de Nicoya se encuentran zonas de explotación salinera y la refinadora de sal de la cooperativa de productores de sal Coonaprosal, también se encuentra la industria Cementos del Pacífico, junto con su muelle para la explotación del producto. Al oeste de la región se encuentra parcialmente el proyecto de riego de la cuenca baja del río Tempisque, que cubre un 31% del área cantonal. Al noreste del cantón se encuentra la Reserva Forestal Arenal, la cual cubre un 2% de la superficie cantonal; respecto a los recursos minerales de la zona de mineralización aurífera con sulfuros de hierro, zinc y cobre que constituyen un 42% de la región, la cual corresponde al Distrito Minero Abangares, con minas de explota

### Cantonato
En ley No 13 del 4 de junio de 1915, Abangares se erigió como cantón número siete de la provincia de Guanacaste, con cuatro distritos. Se designó como cabecera la población Las Juntas.
Abangares procede del cantón de Cañas, establecido este último en decreto ejecutivo No 9 del 12 de julio de 1878.

## Ubicación
Los límites del cantón son:
- Norte: Cañas y Tilarán
- Oeste: Golfo de Nicoya
- Este y Sur: Puntarenas

## Geografía
Cantón de Abangares cuenta con un área de 646,02 km² y una altitud media de 3 m s. n. m.
El río más importante es el río Abangares, también están los ríos Lajas y Río Lagartos que sirven de límites al cantón por el oeste y este respectivamente.
Abangares tiene una altura que oscila entre los 18 a 1500 metros sobre el nivel del mar, la ciudad de las Juntas está a 150 metros sobre el nivel del mar.
Este es uno de los cantones con más riquezas en su suelo y más variedad de productos que se pueden obtener, como podrán ver en un recorrido por este territorio aquí se produce, cemento, sal, pesca, caña de azúcar, ganado, café, cítricos, hortalizas, arroz, maíz, aguacate, oro, etc., la variedad de climas es lo que hace este cantón.

## División administrativa
Abangares cuenta con cuatro distritos.
- Las Juntas
- Sierra
- San Juan
- Colorado

## Demografía
Para el año 2022, Cantón de Abangares cuenta con una población estimada de 22 211 habitantes, y para el último censo efectuado, en 2011, Cantón de Abangares contaba con una población de 18 039 habitantes.
De acuerdo al censo nacional del 2011, la población del cantón era de 18 039 habitantes, de los cuales, el 3,7 % nació en el extranjero. El mismo censo destaca que había 5311 viviendas ocupadas, de las cuales, el 49,7 % se encontraba en buen estado y había problemas de hacinamiento en el 5,4% de las viviendas. El 30,4% de sus habitantes vivían en áreas urbanas.
Entre otros datos, el nivel de alfabetismo del cantón es del 95,5%, con una escolaridad promedio de 6,8 años.

## Economía
La minería fue la principal actividad económica, entre 1887 y 1940. En esa época, Abangares recibió gran cantidad de extranjeros que se integraron a la población local, debido a las pobres condiciones de salud y la dureza de las labores se dieron casos de mortandad a causa de las muchas enfermedades, a raíz de esto se dio la primera huelga de obreros en 1912.
El censo nacional de 2011 detalla que la población económicamente activa se distribuye de la siguiente manera:
- Sector primario: 24,2 %
- Sector secundario: 23,8 %
- Sector terciario: 52,0 %